# Heidesteatoda

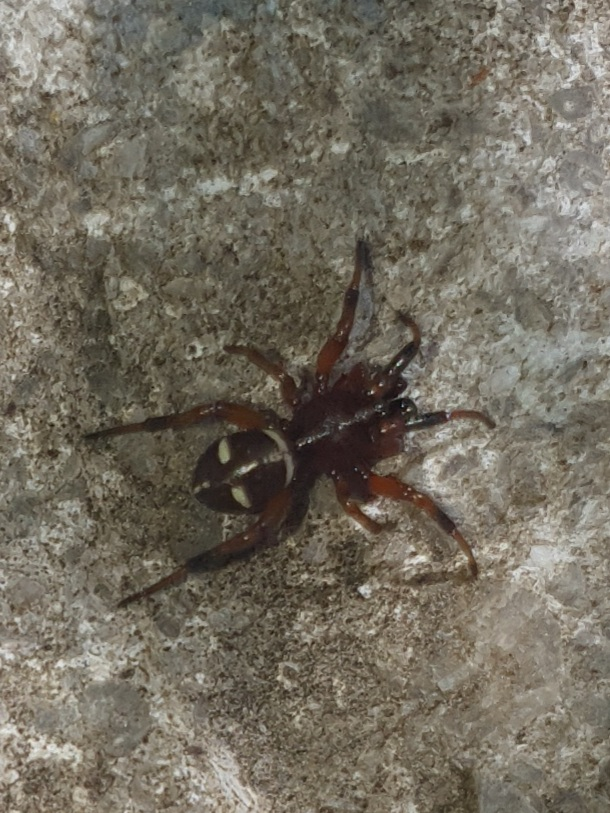

De heidesteatoda (Asagena phalerata) is een spinnensoort uit de familie van de kogelspinnen (Theridiidae).
De wetenschappelijke naam van de soort werd in 1801 als Phalangium phaleratum gepubliceerd door Georg Wolfgang Franz Panzer.